# Colonia Marina
Colonia Marina es una localidad argentina situada en el departamento San Justo, provincia de Córdoba.
Está compuesta por 1266 habitantes.
Se encuentra situada cerca del un ramal del Ferrocarril de Cargas General Belgrano, a 18 km del mismo hacia el norte y dista de la Ciudad de Córdoba en 200 km, aproximadamente.
La principal actividad económica es la agricultura seguida por ganadería, siendo los principales cultivos la soja, el trigo y el maíz.
La producción láctea también tiene relevancia en la economía local.
Existen en la localidad un centro de salud, un dispensario, una escuela primaria, una escuela secundaria en la cual los estudiantes reciben el título de Bachillerato en Agro y Ambiente, una escuela secundaria para adultos, un puesto policial,un puesto de bomberos, un club de fútbol, una iglesia, un museo regional y un edificio municipal en el cual se efectúan gran parte de las funciones administrativas. Cuenta con el primer museo provincial dedicado a la cultura y a la familia piamontesa.
La fiesta patronal se celebra el día 18 de julio, Su santa patrona es "Santa Marina".

## Clima
[cita requerida]El clima es templado con estación seca, registrándose una temperatura media anual de 25 °C aproximadamente. En invierno se registran temperaturas inferiores a 0º y superiores a 35.º en verano.
El régimen anual de precipitaciones es de aproximadamente 800 mm.